# Sommet de Taba
 (avril 2023).
Si vous disposez d'ouvrages ou d'articles de référence ou si vous connaissez des sites web de qualité traitant du thème abordé ici, merci de compléter l'article en donnant les références utiles à sa vérifiabilité et en les liant à la section « Notes et références ».
En pratique : Quelles sources sont attendues ? Comment ajouter mes sources ?
Le sommet de Taba de 2001 se tient du 21 au 27 janvier 2001 à Taba (Égypte) dans la péninsule du Sinaï, en présence de Bill Clinton, Président des États-Unis, de Ehud Barak, Premier Ministre de l'État d'Israël et de Yasser Arafat, Président de l'Autorité palestinienne. 
Clinton convoque les deux dirigeants sur la base de nouveaux paramètres de négociations pour résoudre dans l'urgence les différents points du conflit israélo-palestinien, après l'échec du sommet de Camp David II en juillet 2000 et le déclenchement de la seconde intifada. Ce sommet ne parvient pas aux résultats espérés.
Pour une lecture chronologique du processus de paix, lire l'article général conflit israélo-palestinien.

## Contexte
Le précédent sommet de Camp David II en juillet 2000 avait été un échec par rapport aux compromis qui n'avaient pas pu être trouvés. Avant de commencer toutes nouvelles discussions, il fallait que les négociateurs s'entendent sur de nouveaux éléments qu'ils pourraient être prêts à concéder et à mettre en balance pour obtenir la paix.
Le contexte diplomatique est tendu au moment de ce sommet. Lors d'une patrouille conjointe, deux gardes frontières israéliens sont assassinés par leurs homologues palestiniens. Antérieurement est déclenchée la seconde intifada, juste après la visite le 28 septembre d'Ariel Sharon, parlementaire, chef du Likoud, sur l'esplanade des Mosquées/mont du Temple. Pour Clinton, il s'agit de sa dernière chance d'obtenir une victoire politique importante à la veille de la fin de son mandat et ce dans le contexte de scandales qui l'affectent aux États-Unis et avant l'investiture de George W. Bush, le 20 janvier 2001.

## Déroulement des discussions
Clinton invite d'abord à Washington les négociateurs israéliens et palestiniens du 19 au 23 décembre 2000. Il leur y présente de nouvelles propositions. Puis Yasser Arafat rencontre dans un premier temps Shlomo Ben-Ami, ministre israélien des affaires étrangères, au Caire en Égypte. Puis les discussions se déplacent à Taba, au bord de la mer Rouge en janvier 2001.

### Sujets des différends
Les négociations de Taba sont relatées en détail dans un rapport non officiel de l'Union européenne que les deux parties reconnaissent comme assez fidèle à ce qui s'est produit. Ce rapport insiste sur le travail et les efforts qui ont été réalisés pour tenter de résoudre ensemble les différents points de blocage. Il note toutefois que des différends importants demeurent mais qu'ils doivent être surmontés dans de futures négociations. 

#### Les concessions territoriales
Les discussions sur les futures frontières israélo-palestiniennes s'appuient sur la base des résolutions 242 (1967) et 338 (1973) du Conseil de sécurité de l'ONU ainsi que sur la base des frontières à la date du 4 juin 1967. Les Israéliens ramènent à 6 % les annexions dont il est question l'année précédente au sommet de Camp David II et proposent ainsi un État palestinien sur 97 % du territoire revendiqué.
- Dans la bande de Gaza :

Il est implicitement admis par les négociateurs que la totalité de ce territoire serait sous souveraineté palestinienne. Toutefois, si les Palestiniens considèrent que l'évacuation des colonies de la bande de Gaza peut être réalisée sous un délai de six mois, les Israéliens jugent ce délai trop court. Par ailleurs, les deux parties s'accordent pour envisager que les deux territoires palestiniens devraient être reliés par un passage sécurisé entre Beit Hanoun au nord de Gaza et le district de Hébron.
- En Cisjordanie :

Pour la première fois, les discussions sur ce territoire s'appuient sur deux cartes fournies par les Israéliens et sur une carte des Palestiniens illustrant leur compréhension des intérêts israéliens en Cisjordanie. Toutefois, Palestiniens et Israéliens ne s'entendent pas sur la compréhension des propositions Clinton quant à l'annexion de blocs d'implantations israéliennes qui auraient impliqué l'abandon de certains intérêts palestiniens, notamment concernant les populations arabes vivant autour de ces blocs d'implantations. Les Israéliens proposent de restituer 94 % de la Cisjordanie et de céder 3 % du territoire israélien. Mais les Palestiniens refusent car un certain nombre de villages palestiniens seraient annexés par Israël. Ils demandent 97 % de la Cisjordanie et 3 % du territoire israélien.

#### Le statut de Jérusalem
Les deux parties acceptent la suggestion de Bill Clinton d'avoir une « ville ouverte », avec une souveraineté palestinienne sur les quartiers arabes et une souveraineté israélienne sur les quartiers juifs de Jérusalem. Les Israéliens concèdent pour la première fois que la ville puisse être la capitale de deux États: « Yerushalaim », capitale d'Israël, et « Al-Qods », capitale de la Palestine. Contrairement à ce qui s'est passé à Camp David, les Israéliens acceptent la souveraineté palestinienne sur les quartiers intérieurs de Jérusalem-Est et les Palestiniens acceptent la souveraineté israélienne sur les quartiers juifs de Jérusalem-Ouest.
Sur le contrôle des lieux saints, les deux parties acceptent le principe que chacun devrait avoir la souveraineté sur ses lieux saints. Toutefois, même si la souveraineté israélienne sur le mur occidental (mur des Lamentations) est admise, le problème demeure sur la zone attenante au mur, à savoir qui aurait le contrôle des lieux saints du mont du Temple/esplanade des Mosquées, lieux partagés par le judaïsme et l'islam.
Ce problème concernait en fait les sous-sols du mont du Temple/esplanade des Mosquées qui sont constitués des restes archéologiques du mont du Temple et la surface du Mont du Temple où se trouvent actuellement le Dôme du Rocher et la Mosquée Al-Aqsa. Clinton propose dans ses paramètres la souveraineté palestinienne sur la surface et la souveraineté israélienne dans le sous-sol. Les Palestiniens rejettent cette proposition refusant tout partage de souveraineté sur le lieu ; Barak rappelle à ses négociateurs qu'il faut pour Israël conserver une parcelle de souveraineté sur la surface.

#### La question des réfugiés
Les discussions sur ce point tournent autour de la nécessité de sortir les réfugiés palestiniens de leur situation précaire. La résolution 194 (1964) du Conseil de sécurité des Nations unies est évoquée avec un programme de réinstallation des réfugiés soit en Israël, soit dans les territoires échangés par Israël contre des annexions, soit dans le futur État palestinien, soit dans leurs pays d'accueil pour les réfugiés dans les pays voisins, soit enfin dans des pays tiers (voir diaspora palestinienne). Il est accepté que cela soit planifié sur 5 ans. Israël accepte outre le retour de 30 000 réfugiés palestiniens au titre de la réunion des familles le retour de 40 000 autres réfugiés. Selon Shlomo Ben-Ami, les Palestiniens parlent du retour de 150 000 réfugiés palestiniens par an pendant dix ans ce qui équivaudrait à 1 500 000 personnes, ce qu'Israël n'accepte pas. 
Les Israéliens demandent que la question des compensations aux réfugiés juifs des pays arabes soit reconnue, bien que ne relevant pas d'une responsabilité palestinienne ni de cet aspect bilatéral du conflit.
Les Palestiniens demandent la restitution de leurs anciennes propriétés aux réfugiés palestiniens. Israël rejette cela catégoriquement mais ce n'est tout de même pas la fin du sommet.

#### Question de sécurité
La tension au moment du sommet met en avant cette question essentielle pour Israël.
- Les Israéliens demandent 3 postes d'alerte avancés dans les territoires palestiniens.
- Comme proposé par Bill Clinton, l'État palestinien doit rester démilitarisé. Les Palestiniens n'acceptent qu'une limitation dans leurs importations d'armes.
- Les Israéliens acceptent l'idée d'une souveraineté aérienne des Palestiniens au-dessus de leurs territoires.
- Les Palestiniens acceptent uniquement un maximum de 2 sur les 5 postes militaires de sécurité demandés par les Israéliens sur leur territoire (le long de la vallée du Jourdain) et ils imposent un délai dans le temps pour les désinstaller. Ils refusent d'accorder un droit de redéploiement de l'armée de défense d'Israël en cas d'urgence, mais considèrent des moyens d'employer des forces internationales dans le cadre d'une coopération régionale sur la sécurité.
- Les deux parties s'engagent à promouvoir la coopération sécuritaire et la lutte contre le terrorisme.
- La communauté internationale aurait assurément reconnu la souveraineté palestinienne sur son territoire et sur les points de passage reconnus par cet accord.
- La souveraineté des Palestiniens sur la « sphère électromagnétique » et son utilisation commerciale est reconnue. Les Palestiniens acceptent d'être conciliants pour les futurs besoins israéliens dans ce domaine.

### Fin des négociations
Le sommet de Taba se termine sur le constat des efforts des deux parties et de la difficulté à trouver des arrangements sur tous les sujets,. La confiance mutuelle semble presque retrouvée et les aides de l'Union européenne et du Président égyptien Hosni Moubarak furent saluées.
Une semaine après le sommet de Taba, le 28 janvier 2001, au Forum économique mondial de Davos, Yasser Arafat déclare que le peuple palestinien est victime d'une agression « fasciste » de la part du gouvernement israélien. Il cherche plus tard en vain à ce que George W. Bush reprenne les propositions Clinton. Après les déclarations de Yasser Arafat, Ehud Barak, en pleine campagne électorale, refuse de le rencontrer à nouveau à Stockholm. Ehud Barak est battu aux élections par Ariel Sharon qui ne cherche pas à poursuivre les négociations. Cependant, celles-ci sont poursuivies par un groupe informel composé des mêmes négociateurs qui étaient présents à Taba, et débouchent sur l'Initiative de Genève.